# David Weir (atleta)
David Weir (Londres; 5 de junio de 1979) es un corredor en silla de ruedas británico, ganador de dos Grandes Maratones entre los años 2017 y 2018.
David Weir también participó en los Juegos paralímpicos de Atenas 2004, Pekín 2008 y Londres 2012, en pruebas desde los 400 metros hasta la maratón.